# Olivia Addams
Olivia Addams (nume la naștere Adriana Livia Opriș: n. 17 septembrie 1996, București, România) este o cântăreață, compozitoare, producător muzical, YouTuber, TikToker și fostă membră a trupei Jealous Friend. Ea a câștigat cea mai mare popularitate în anul 2020, după ce a lansat single-ul „Dumb” dar și datorită Tik Tok-ului, acolo unde are peste un milion de susținători. În 2020 a câștigat premiul pentru cel mai bun artist nou la The Artist Awards, un eveniment muzical anual desfășurat în România, organizat de Big Events în parteneriat cu Opera Română Craiova.

## Viața și cariera

### 1996–2017: Anii copilăriei. Primele activități muzicale
Adriana Livia Opriș s-a născut în București, România, într-o familie în care mama sa este avocat, iar tatăl său este contabil. La trei ani a început să cânte în Corul de copii Allegretto din București. În următorii paisprezece ani, ea a călătorit prin lume cu corul de copii și a cântat în multe țări, inclusiv Japonia, Statele Unite ale Americii, China, Singapore, Mexic, și în toată Europa.
Olivia a studiat timp de un an în Germania pentru că dorea să învețe limba germană și apoi s-a întors în România și și-a continuat facultatea și masterul tot în limba germană.

### 2018-2022
În 2018, Olivia colaborează cu Pete Kingsman la single-ul „Love Poison”. Piesa nu a intrat în niciun top, dar pe Spotify a fost ascultat de peste 750.000 de ori până în 2020. Urmează o nouă colaborare cu Pete Kingsman și Alex Parker la piesa „Not a Goodbye”, un hit în mediul digital cu peste 740.000 de vizualizări pe YouTube precum și aproape 4 milioane de vizualizări pe Spotify.
În 2019, cântăreața a înregistrat primul ei single solo, numit „Sick Lullaby”. Piesa a fost intens difuzată în Comunitatea Statelor Independente și a devenit un hit în Ucraina. În același an, s-a alăturat trupei Jealous Friend, alături de care în 2019 a înregistrat 3 piese: „Who’s Gonna Love You” (împreună cu Jesse Zagata), „In My Mind” și „Cold”. Ea a mai apărut în single-ul lui Alex Parker „Love Games”, care a devenit un hit în Ungaria, și în piesa lui Mandinga „Bandida”, care a fost un hit în Australia.

Primul single al Oliviei Addams din 2020 a fost piesa „I’m Lost” iar acesta a fost urmat de cel mai popular cântec al ei – „Dumb”. Piesa a ajuns în topul muzical polonez pe locul 9. A mai fost listat în România (poziția 51 în Top 100 din România și locul 8 conform Media Forest) și Comunitatea Statelor Independente (poziția 334 în topul Airplay). Odată cu publicarea piesei, în aplicația TikTok a fost lansată și campania #UreSoDumb, care are aproape 120 de milioane de vizualizări. În august 2020, a lansat single-ul „Fish in the Sea”, care nu a câștigat prea multă popularitate, dar asta nu a împiedicat-o să nu mai aibă succes. În același an, a înregistrat trei piese cu trupa Jealous Friend: „Wanna Say Hi” (împreună cu Bastian), "Himalayas" (cu Tobi Ibitoye⁠(d)) și "To The Moon And Back". În noiembrie 2020, ea a lansat single-ul „Are We There?” prin care continuă demersurile de conștientizare și luptă împotriva bullyingului. În decembrie 2020, a lansat un single de Crăciun intitulat „Merry Tik Tok”, împreună cu cântărețul și dansatorul român, Emil Rengle.

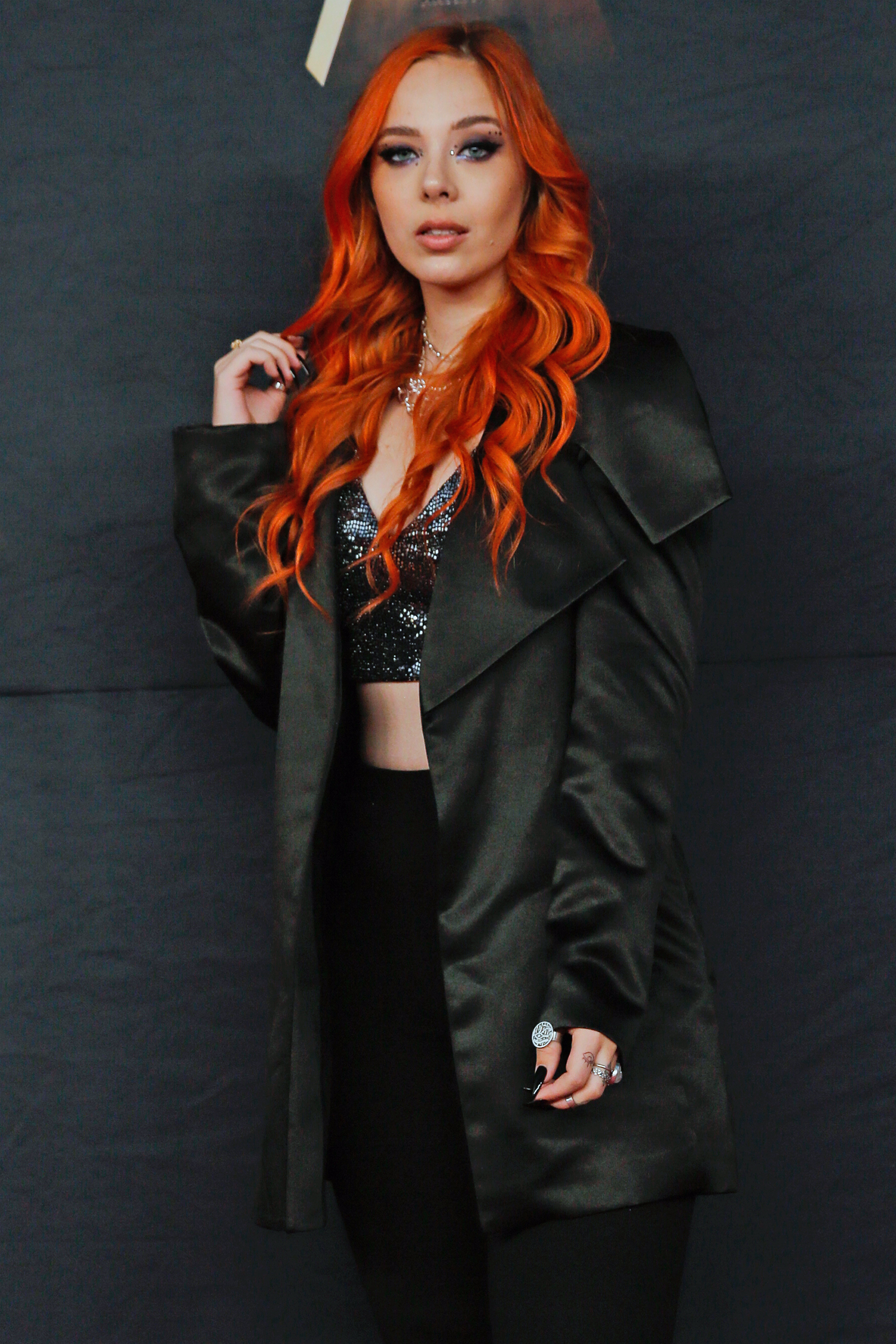
Olivia Addams pe covorul roșu la The Artist Awards 2021

Pe 16 aprilie 2021, Olivia Addams a lansat single-ul „Stranger” prin intermediul caselor de discuri Global Records și Creator Records. În avanpremieră, pe 12 aprilie 2021, piesa a fost difuzată pe posturile de radio poloneze RMF FM⁠(d), Radio ZET⁠(d) și Radio Eska⁠(d). Acest single a devenit un hit în Comunitatea Statelor Independente. Tot în aprilie 2021, ea a lansat împreună cu trupa Jealous Friend single-ul „Believe”
În mai 2021, Addams a fost invitată în Polonia. În timpul acestei călătorii, ea a acordat un interviu pentru Paulina Krupińska⁠(d) și Damian Michałowski⁠(d) în programul Dzień Dobry TVN⁠(d) și a fost invitată la Radio Eska, Radio Zet și 4fun.tv⁠(d). De asemenea, a cântat într-un duet cu Sanah⁠(d) pe melodia ei "Invisible Dress⁠(d)".
Pe 24 iunie 2021, ea a lansat împreună cu trupa românească Akcent single-ul „Heart Attack”. Muzica și versurile piesei au fost create de Achim Marian, Adrian Sînă, Andreas Öberg⁠(d), George Papagheorghe și Olivia Addams. Single-ul a fost remarcat de mass-media poloneză, indiană (inclusiv The Times of India⁠(d)) și română. Încă din prima zi, a fost inclus în popularul playlist New Music Friday⁠(d) de pe Spotify.
După premiul de cel mai bun artist nou câștigat în 2020 la The Artist Awards, Olivia Addams a fost nominalizată și în 2021 la două categorii („Cel mai bun artist de viitor” și „International Breakthrough”) și a câștigat premiul pentru „Cel mai bun artist pe TikTok”.
Începând din 2021, ea este jurat alături de Speak și Marius Moga la Hit Play, prima emisiune muzicală realizată de Vodafone și difuzată exclusiv pe internet, și care își propune să găsească următoarea vedetă a muzicii din România.
La începutul anului 2022 lansează prima piesă în română, intitulată ,,Scrisori în minor". Aceasta a fost scrisă de Carla's Dreams. Imediat după lansarea acestei piese, artista a mai lansat piesa ,,Never say never" ce deja se aude prin radio-urile din Polonia.  
În luna mai a lansat a doua ei piesă în română, ,,Răsărit perfect" iar în luna iunie, imediat după, piesa ,,Fool me once".

## Activități extra-muzicale
În august 2020, ea a început să publice în aplicația TikTok unde a devenit foarte populară. Are peste un milion de urmăritori, aproape 60 de milioane de aprecieri și peste 630 de mii de comentarii.

## Discografie

### Single-uri
Ca artist principal
| Titlu                                                                                              | Anul | Poziții de vârf în topuri | Poziții de vârf în topuri | Poziții de vârf în topuri | Poziții de vârf în topuri | Poziții de vârf în topuri | Poziții de vârf în topuri | Poziții de vârf în topuri | Poziții de vârf în topuri | Poziții de vârf în topuri | Poziții de vârf în topuri | Poziții de vârf în topuri | Album            |
| Titlu                                                                                              | Anul | Polonia                   | Polonia                   | CSI                       | CSI                       | Ucraina                   | Ucraina                   | Ucraina                   | România                   | România                   | România                   | Macedonia de Nord         | Album            |
| Titlu                                                                                              | Anul | Airplay                   | TV                        | Radio                     | Radio & YouTube           | Radio                     | Radio & YouTube           | Kiev Radio                | Airplay                   | Radio                     | TV                        | Macedonia de Nord         | Album            |
| -------------------------------------------------------------------------------------------------- | ---- | ------------------------- | ------------------------- | ------------------------- | ------------------------- | ------------------------- | ------------------------- | ------------------------- | ------------------------- | ------------------------- | ------------------------- | ------------------------- | ---------------- |
| „Sick Lullaby”                                                                                     | 2019 | —                         | —                         | —                         | —                         | —                         | —                         | —                         | —                         | —                         | —                         | —                         | Non-album single |
| „I'm Lost”                                                                                         | 2020 | —                         | —                         | —                         | —                         | —                         | —                         | —                         | —                         | —                         | —                         | —                         | Non-album single |
| „Dumb”                                                                                             | 2020 | 9                         | —                         | 123                       | —                         | —                         | —                         | —                         | 13                        | 4                         | 7                         | 9                         | Non-album single |
| „Fish In The Sea”                                                                                  | 2020 | —                         | —                         | —                         | —                         | —                         | —                         | —                         | —                         | —                         | —                         | —                         | Non-album single |
| „Are We There?”                                                                                    | 2020 | 2                         | 4                         | —                         | —                         | —                         | —                         | —                         | 30                        | —                         | —                         | 40                        | Non-album single |
| „Merry Tik Tok” (cu Emil Rengle)                                                                   | 2020 | —                         | —                         | —                         | —                         | —                         | —                         | —                         | —                         | —                         | —                         | —                         | Non-album single |
| „Stranger”                                                                                         | 2021 | 1                         | 4                         | 52                        | 343                       | 3                         | 16                        | 4                         | 40                        | —                         | —                         | —                         | Non-album single |
| „Heart Attack” (cu Akcent)                                                                         | 2021 | 16                        | —                         | 355                       | —                         | —                         | —                         | —                         | —                         | —                         | —                         | —                         | Non-album single |
| „Chameleon”                                                                                        | 2021 | —                         | —                         | —                         | —                         | —                         | —                         | —                         | —                         | —                         | —                         | —                         | Non-album single |
| „Broken” (cu Gromee⁠(d)                                                                             | 2021 | —                         | —                         | —                         | —                         | —                         | —                         | —                         | —                         | —                         | —                         | —                         | Non-album single |
| „Scrisori în minor”                                                                                | 2022 | —                         | —                         | —                         | —                         | —                         | —                         | —                         | —                         | —                         | —                         | —                         | Non-album single |
| „Never say never”                                                                                  | 2022 | —                         | —                         | —                         | —                         | —                         | —                         | —                         | —                         | —                         | —                         | —                         | Non-album single |
| „Răsărit perfect”                                                                                  | 2022 | —                         | —                         | —                         | —                         | —                         | —                         | —                         | —                         | —                         | —                         | —                         | Non-album single |
| „Fool me once”                                                                                     | 2022 | —                         | —                         | —                         | —                         | —                         | —                         | —                         | —                         | —                         | —                         | —                         | Non-album single |
| „Second Change”                                                                                    | 2022 | —                         | —                         | —                         | —                         | —                         | —                         | —                         | —                         | —                         | —                         | —                         | Non-album single |
| „Alexa, Skip to Friday”                                                                            | 2022 | —                         | —                         | —                         | —                         | —                         | —                         | —                         | —                         | —                         | —                         | —                         | Non-album single |
| „Telepathy” (cu Dylan Fuentes)                                                                     | 2022 | —                         | —                         | —                         | —                         | —                         | —                         | —                         | —                         | —                         | —                         | —                         | Non-album single |
| „Pump It Up” (cu Holy Molly)                                                                       | 2022 | —                         | —                         | —                         | —                         | —                         | —                         | —                         | —                         | —                         | —                         | —                         | Non-album single |
| „Până Îmbătrânim” (cu Florian Rus)                                                                 | 2022 | —                         | —                         | —                         | —                         | —                         | —                         | —                         | —                         | —                         | —                         | —                         | Non-album single |
| „Living My Life”                                                                                   | 2023 | —                         | —                         | —                         | —                         | —                         | —                         | —                         | —                         | —                         | —                         | —                         | Non-album single |
| „Să nu mă poți uita” (cu Marko Glass & Bvcovia)                                                    | 2023 | —                         | —                         | —                         | —                         | —                         | —                         | —                         | —                         | —                         | —                         | —                         | Non-album single |
| „Dor”                                                                                              | 2023 | —                         | —                         | —                         | —                         | —                         | —                         | —                         | —                         | —                         | —                         | —                         | Non-album single |
| „Creature”                                                                                         | 2023 | —                         | —                         | —                         | —                         | —                         | —                         | —                         | —                         | —                         | —                         | —                         | Non-album single |
| „Plata cu dor” (cu DOC)                                                                            | 2023 | —                         | —                         | —                         | —                         | —                         | —                         | —                         | —                         | —                         | —                         | —                         | Non-album single |
| „Dangerous”                                                                                        | 2023 | —                         | —                         | —                         | —                         | —                         | —                         | —                         | —                         | —                         | —                         | —                         | Non-album single |
| „7 Duminici” (cu Adi Istrate)                                                                      | 2023 | —                         | —                         | —                         | —                         | —                         | —                         | —                         | —                         | —                         | —                         | —                         | The Session      |
| „Feelings Back”                                                                                    | 2024 | —                         | —                         | —                         | —                         | —                         | —                         | —                         | —                         | —                         | —                         | —                         | Non-album single |
| „Sătui de probleme” (cu Vescan)                                                                    | 2024 | —                         | —                         | —                         | —                         | —                         | —                         | —                         | —                         | —                         | —                         | —                         | Non-album single |
| „Doare inima”                                                                                      | 2024 | —                         | —                         | —                         | —                         | —                         | —                         | —                         | —                         | —                         | —                         | —                         | Non-album single |
| „Între noi nu e gata”                                                                              | 2024 | —                         | —                         | —                         | —                         | —                         | —                         | —                         | —                         | —                         | —                         | —                         | Non-album single |
| „De mă lași” (cu Albwho)                                                                           | 2024 | —                         | —                         | —                         | —                         | —                         | —                         | —                         | —                         | —                         | —                         | —                         | Non-album single |
| "—" denotă că elementele nu au fost lansate în acea țară sau nu au reușit să ajungă în clasamente. |      |                           |                           |                           |                           |                           |                           |                           |                           |                           |                           |                           |                  |

Ca artist invitat
| Titlu                                                                                              | Anul | Poziții de vârf în topuri | Poziții de vârf în topuri | Poziții de vârf în topuri | Poziții de vârf în topuri | Poziții de vârf în topuri | Poziții de vârf în topuri | Poziții de vârf în topuri | Poziții de vârf în topuri | Poziții de vârf în topuri | Poziții de vârf în topuri | Poziții de vârf în topuri | Album            |
| Titlu                                                                                              | Anul | Austria                   | Brazilia                  | Spania                    | Finlanda                  | India                     | Luxemburg                 | Țările de Jos             | Norvegia                  | Polonia                   | România                   | Suedia                    | Album            |
| Titlu                                                                                              | Anul | iTunes                    | iTunes                    | iTunes                    | iTunes                    | iTunes                    | iTunes                    | iTunes                    | iTunes                    | iTunes                    | iTunes                    | iTunes                    | Album            |
| -------------------------------------------------------------------------------------------------- | ---- | ------------------------- | ------------------------- | ------------------------- | ------------------------- | ------------------------- | ------------------------- | ------------------------- | ------------------------- | ------------------------- | ------------------------- | ------------------------- | ---------------- |
| „Love Poison” (Pete Kingsman cu Olivia Addams)                                                     | 2018 | –                         | –                         | –                         | –                         | –                         | –                         | –                         | –                         | 46                        | –                         | –                         | Non-album single |
| „Not a Goodbye” Alex Parker & Pete Kingsman cu Olivia Addams)                                      | 2018 | –                         | –                         | 92                        | 170                       | –                         | 53                        | 163                       | –                         | –                         | 20                        | 39                        | Non-album single |
| „Love Games” (Alex Parker cu Olivia Addams)                                                        | 2019 | 144                       | 173                       | –                         | –                         | 78                        | –                         | –                         | 106                       | –                         | –                         | 55                        | Non-album single |
| „Bandida” (Mandinga cu Olivia Addams)                                                              | 2019 | –                         | –                         | –                         | –                         | –                         | –                         | –                         | –                         | –                         | –                         | –                         | Non-album single |
| „Buchet de trandafir” (Rareș Mariș cu Olivia Addams)                                               | 2022 | –                         | –                         | –                         | –                         | –                         | –                         | –                         | –                         | –                         | –                         | –                         | Non-album single |
| „Don't Look The Other Way” (Sickotoy cu Olivia Addams)                                             | 2023 | –                         | –                         | –                         | –                         | –                         | –                         | –                         | –                         | –                         | –                         | –                         | Non-album single |
| „Comete” (Randi cu Olivia Addams)                                                                  | 2023 | –                         | –                         | –                         | –                         | –                         | –                         | –                         | –                         | –                         | –                         | –                         | Non-album single |
| „OMG” (Ilkay Sencan cu Olivia Addams)                                                              | 2023 | –                         | –                         | –                         | –                         | –                         | –                         | –                         | –                         | –                         | –                         | –                         | Non-album single |
| „Of Corso” (Rareș Mariș cu Olivia Addams)                                                          | 2023 | –                         | –                         | –                         | –                         | –                         | –                         | –                         | –                         | –                         | –                         | –                         | Non-album single |
| „Slay Queen” (Andrei Ursu cu Olivia Addams)                                                        | 2024 | –                         | –                         | –                         | –                         | –                         | –                         | –                         | –                         | –                         | –                         | –                         | Vanilla Boy      |
| „La ce te gândești (Anniversary Edition)” (Andrei Ursu cu Olivia Addams)                           | 2024 | –                         | –                         | –                         | –                         | –                         | –                         | –                         | –                         | –                         | –                         | –                         | Non-album single |
| "—" denotă că elementele nu au fost lansate în acea țară sau nu au reușit să ajungă în clasamente. |      |                           |                           |                           |                           |                           |                           |                           |                           |                           |                           |                           |                  |

Cu formația Jealous Friend
| Titlu                                                                                              | Anul | Poziții de vârf în topuri | Poziții de vârf în topuri | Poziții de vârf în topuri | Poziții de vârf în topuri | Poziții de vârf în topuri | Poziții de vârf în topuri | Poziții de vârf în topuri | Poziții de vârf în topuri | Poziții de vârf în topuri | Poziții de vârf în topuri | Poziții de vârf în topuri | Poziții de vârf în topuri | Poziții de vârf în topuri | Poziții de vârf în topuri | Poziții de vârf în topuri | Album            |
| Titlu                                                                                              | Anul | Brazilia                  | Cehia                     | Danemarca                 | Egipt                     | Ungaria                   | Luxemburg                 | Lituania                  | Polonia                   | Norvegia                  | Singapore                 | Slovacia                  | Suedia                    | Thailanda                 | Nepal                     | Surinam                   | Album            |
| Titlu                                                                                              | Anul | iTunes                    | iTunes                    | iTunes                    | iTunes                    | iTunes                    | iTunes                    | iTunes                    | iTunes                    | iTunes                    | iTunes                    | iTunes                    | iTunes                    | iTunes                    | Apple Music               | Apple Music               | Album            |
| -------------------------------------------------------------------------------------------------- | ---- | ------------------------- | ------------------------- | ------------------------- | ------------------------- | ------------------------- | ------------------------- | ------------------------- | ------------------------- | ------------------------- | ------------------------- | ------------------------- | ------------------------- | ------------------------- | ------------------------- | ------------------------- | ---------------- |
| „Who’s Gonna Love You” (Jealous Friend cu Jesse Zagata)                                            | 2019 | –                         | –                         | –                         | –                         | 23                        | –                         | –                         | –                         | –                         | 103                       | 39                        | –                         | –                         | –                         | 99                        | Non-album single |
| „In My Mind”                                                                                       | 2019 | 144                       | 42                        | 110                       | 1                         | 17                        | 87                        | 3                         | 123                       | 59                        | –                         | 129                       | 168                       | –                         | 26                        | –                         | Non-album single |
| „Cold”                                                                                             | 2019 | –                         | –                         | –                         | –                         | –                         | –                         | –                         | –                         | –                         | –                         | –                         | –                         | –                         | –                         | –                         | Non-album single |
| „Wanna Say Hi” (Jealous Friend cu Bastien)                                                         | 2020 | –                         | 64                        | –                         | –                         | –                         | –                         | –                         | –                         | –                         | 24                        | –                         | –                         | 62                        | –                         | –                         | Non-album single |
| „Himalayas” (Jealous Friend cu Tobi Ibitoye)                                                       | 2020 | –                         | –                         | –                         | –                         | –                         | –                         | –                         | –                         | –                         | –                         | –                         | –                         | –                         | –                         | –                         | Non-album single |
| „To The Moon And Back”                                                                             | 2020 | –                         | –                         | –                         | –                         | –                         | –                         | –                         | 48                        | 103                       | 73                        | –                         | –                         | –                         | –                         | –                         | Non-album single |
| „Believe”                                                                                          | 2021 | –                         | –                         | –                         | –                         | –                         | –                         | –                         | –                         | –                         | –                         | –                         | –                         | –                         | –                         | –                         | Non-album single |
| "—" denotă că elementele nu au fost lansate în acea țară sau nu au reușit să ajungă în clasamente. |      |                           |                           |                           |                           |                           |                           |                           |                           |                           |                           |                           |                           |                           |                           |                           |                  |

### Cântece pentru alți artiști
| Anul                                                                                               | Autor                               | Titlu         | Poziții de vârf în topuri | Poziții de vârf în topuri | Poziții de vârf în topuri | Poziții de vârf în topuri | Note                       |
| Anul                                                                                               | Autor                               | Titlu         | România                   | România                   | România                   | Macedonia de Nord         | Note                       |
| Anul                                                                                               | Autor                               | Titlu         | Airplay                   | Radio                     | TV                        | Macedonia de Nord         | Note                       |
| -------------------------------------------------------------------------------------------------- | ----------------------------------- | ------------- | ------------------------- | ------------------------- | ------------------------- | ------------------------- | -------------------------- |
| 2018                                                                                               | Antonia și Erik Frank               | „Matame”      | 2                         | 1                         | 1                         | 5                         | muzică, versuri            |
| 2019                                                                                               | Jo                                  | „Rapitor”     | 69                        | —                         | —                         | —                         | versuri                    |
| 2020                                                                                               | Cleopatra Stratan                   | „La usa mea”  | —                         | —                         | —                         | —                         | muzică, producție, versuri |
| 2020                                                                                               | Lizot⁠(d), Holy Molly și Alex Parker | „Back To Her” | —                         | —                         | —                         | —                         | muzică, versuri            |
| 2020                                                                                               | Iarina                              | „Cry”         | —                         | —                         | —                         | —                         | muzică, versuri            |
| 2021                                                                                               | Antonia și Yoss Bones               | „Dinero”      | 41                        | —                         | —                         | 45                        | muzică, versuri            |
| "—" denotă că elementele nu au fost lansate în acea țară sau nu au reușit să ajungă în clasamente. |                                     |               |                           |                           |                           |                           |                            |

### Clipuri video
| Titlu                                | Anul                | Regizor                       | Producție                                       | Referințe           |                     |
| Ca artist principal                  | Ca artist principal | Ca artist principal           | Ca artist principal                             | Ca artist principal | Ca artist principal |
| ------------------------------------ | ------------------- | ----------------------------- | ----------------------------------------------- | ------------------- | ------------------- |
| „Sick Lullaby”                       | 2019                | N/A                           | Marius Dia, Alex Parker                         | [ 97 ]              |                     |
| „I'm Lost”                           | 2020                | Isabella Szanto               | Marius Dia, Alex Parker, Bogdan Zamonea         | [ 98 ]              |                     |
| „Dumb”                               | 2020                | Isabella Szanto               | Creator Records, Loops Production               | [ 99 ]              |                     |
| „Dumb” (Vertical Video Live Session) | 2020                | Robert Daragiu                | Creator Records                                 | [ 100 ]             |                     |
| „Fish in the Sea” (Lyric Video)      | 2020                | Isabella Szanto               | Alex Parker, Bogdan Zamonea                     | [ 101 ]             |                     |
| „Are We There?”                      | 2020                | Isabella Szanto               | Marius Dia, Alex Parker                         | [ 102 ]             |                     |
| „Merry Tik Tok”                      | 2020                | Emil Rengle                   | REALM                                           | [ 103 ]             |                     |
| „Stranger”                           | 2021                | Isabella Szanto, Roberto Stan | Bogdan Zamonea, Cristian Puchiu                 | [ 104 ]             |                     |
| ,,Scrisori în minor''                | 2022                | N/A                           | Carla's Dreams                                  |                     |                     |
| ,,Never say never"                   | 2022                | Isabella Szanto               | Alex Parker, Achi                               |                     |                     |
| „Răsărit perfect”                    | 2022                | Isabella Szanto               | Loops Production, Alexandru Turcu               |                     |                     |
| „Fool me once”                       | 2022                | Isabella Szanto               | Marius Dia                                      |                     |                     |
| „Second Change”                      | 2022                | Isabella Szanto               | Petre Octavian Ioachim (AKI)                    |                     |                     |
| „Alexa, Skip to Friday”              | 2022                | Mihai Sighinas                | Viky Red                                        |                     |                     |
| „Telepathy”                          | 2022                | Isabella Szanto               | Petre Octavian Ioachim (AKI)                    |                     |                     |
| „Pump It Up”                         | 2022                | Isabella Szanto               | Petre Octavian Ioachim (AKI)                    |                     |                     |
| „Până Îmbătrânim”                    | 2022                | David Mogan                   | Viky Red                                        |                     |                     |
| „Living My Life”                     | 2023                | Adelina Stinga                | Petre Octavian Ioachim (AKI)                    |                     |                     |
| „Să nu mă poți uita”                 | 2023                | Grafixw                       | Alexandru Turcu                                 |                     |                     |
| „Dor”                                | 2023                | Isabella Szanto               | Loops Production                                |                     |                     |
| „Creature”                           | 2023                | Adelina Stinga                | Petre Octavian Ioachim (AKI)                    |                     |                     |
| „Plata cu dor”                       | 2023                | Adelina Stinga                | Loops Production                                |                     |                     |
| „Dangerous”                          | 2023                | Isabella Szanto               | Dragos Predescu                                 |                     |                     |
| „7 Duminici”                         | 2023                | Marius Dia                    | Alexandru Turcu                                 |                     |                     |
| „Feelings Back”                      | 2024                | Marius Dia                    | Călin Grajdan                                   |                     |                     |
| „Sătui de probleme”                  | 2024                | Isabella Szanto               | Paul Iorga                                      |                     |                     |
| „Doare inima”                        | 2024                | Stefan Comanescu              | Roland Kiss                                     |                     |                     |
| „Între noi nu e gata”                | 2024                | Stefan Comanescu              | Iordan Adrian, Vlad Măzărel                     |                     |                     |
| „De mă lași”                         | 2024                | Isabella Szanto               | Petre Octavian Ioachim (AKI), Cristian Prajescu |                     |                     |
| Ca artist invitat                    |                     |                               |                                                 |                     |                     |
| „Bandida”                            | 2019                | N/A                           | Alex Volintiru                                  | [ 105 ]             |                     |
| „Love Games”                         | 2019                | N/A                           | Alex Parker                                     | [ 106 ]             |                     |

## Premii și nominalizări
| Anul | Premiu            | Categorie                       | Laureat       | Rezultat     | Ref.    |
| ---- | ----------------- | ------------------------------- | ------------- | ------------ | ------- |
| 2020 | The Artist Awards | Cel mai bun artist nou          | Olivia Addams | Câștigat     | [ 107 ] |
| 2020 | The Artist Awards | Artistul favorit                | Olivia Addams | Nominalizare | [ 107 ] |
| 2021 | The Artist Awards | Cel mai bun artist de viitor    | Olivia Addams | Nominalizare | [ 108 ] |
| 2021 | The Artist Awards | International breakthrough      | Olivia Addams | Nominalizare | [ 108 ] |
| 2021 | The Artist Awards | Cel mai bun artist de pe TikTok | Olivia Addams | Câștigat     | [ 108 ] |